# San Vicente (Équateur)
Pour les articles homonymes, voir San Vicente.
San Vicente est une ville située en Équateur, dans la province de Manabí. Elle est le chef lieu du canton de San Vicente.
La population de la ville était de 10 404 habitants au recensement de 2022.

## Histoire
Le 23 mars 2024, Brigitte García, maire de la ville et plus jeune maire d'Équateur, a été assassinée, à l'âge de 27 ans.